# Orry-Kelly
Orry-Kelly (* 31. Dezember 1897 in Kiama, New South Wales, Australien als Orry George Kelly; † 27. Februar 1964 in Hollywood, Los Angeles, USA) war ein australisch-amerikanischer Kostümbildner.

## Karriere

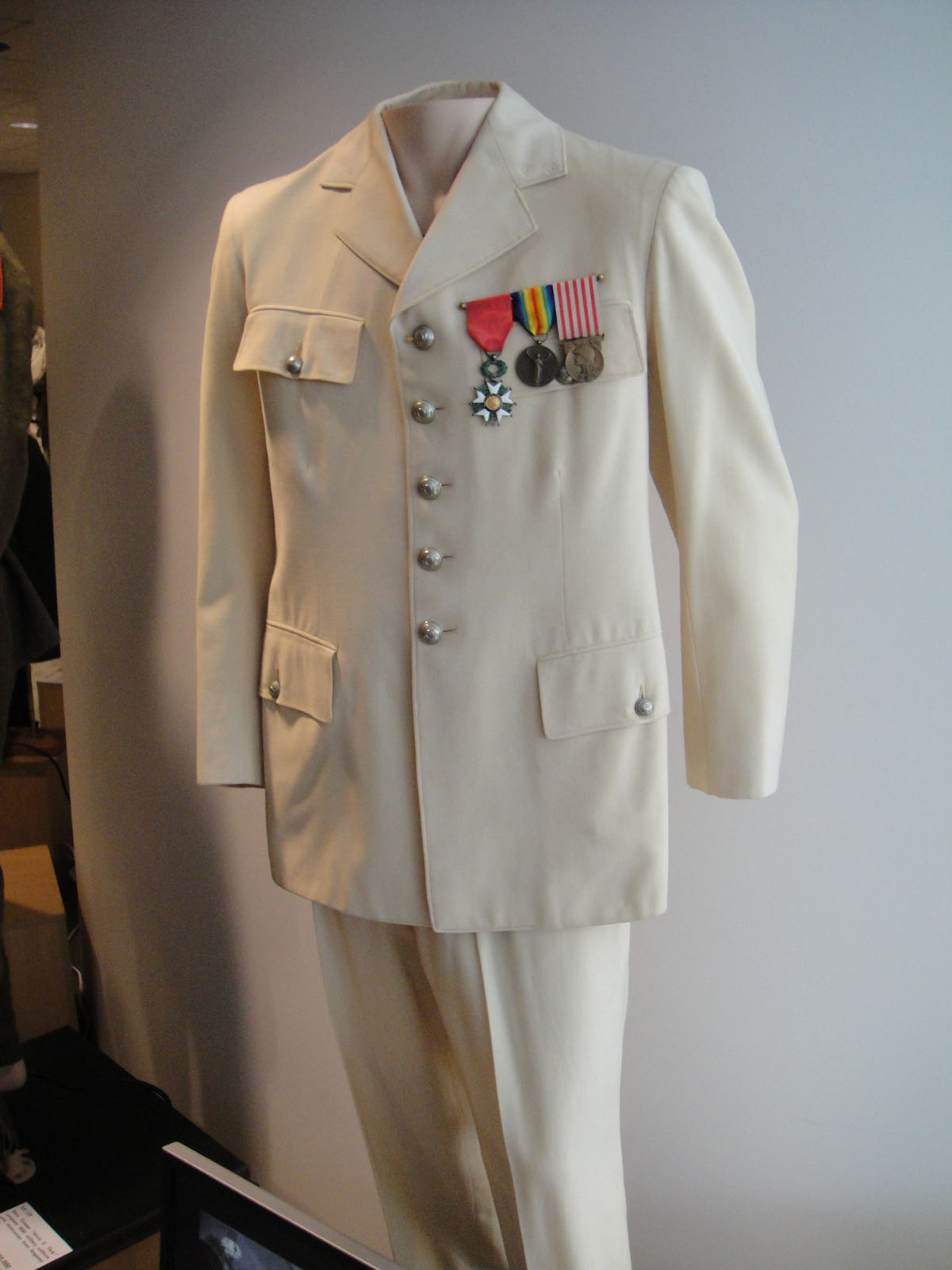
Kostüm von Claude Rains im Film Casablanca (1942)

Nach einem Kunststudium arbeitete Orry George Kelly zunächst in Sydney als Schneider und Schaufenstergestalter. Seine schauspielerischen Ambitionen veranlassten ihn anschließend zur Übersiedelung in die USA, wo er zunächst in New York ansässig wurde. Dort teilte er sich ein Apartment mit Cary Grant und dem Australier Charles Phelps. Von ihm für einen Nachtclub angefertigte Wandmalereien verschafften ihm eine Anstellung als Filmtitelgestalter bei der Fox Film Corporation. In dieser Zeit war er außerdem am Broadway als Kostümbildner und Bühnenbildner tätig.
Nachdem Versuche, sich als Nachtclubbetreiber zu etablieren, vor dem Hintergrund der Weltwirtschaftskrise gescheitert waren, führte ihn sein Weg im Jahr 1932 nach Hollywood. Dort war er in den folgenden Jahren für die großen Filmstudios Warner Brothers, Universal, RKO, 20th Century Fox und MGM tätig. Bereits zu Beginn seiner Hollywoodkarriere gestaltete er Kostüme für eine Reihe von führenden Schauspielerinnen dieser Zeit, wie Bette Davis, Olivia de Havilland, Katharine Hepburn, Ava Gardner, Kay Francis, Ann Sheridan, Barbara Stanwyck und Merle Oberon. Bis zum Ende seiner Berufslaufbahn im Jahr 1963 war der mittlerweile als Orry-Kelly firmierende Künstler an mehr als 300 Filmen beteiligt. Zu seinen letzten Arbeiten gehörten die Kostüme für Das Mädchen Irma la Douce.
Nach einer erfolgreichen Karriere, die von drei Oscars gekrönt, aber auch von langjährigem übermäßigen Alkoholkonsum überschattet war, verstarb er im Jahr 1964 an Leberkrebs.

## Auszeichnungen
- 1952: Oscar für die beste Kostümgestaltung/Farbe (für Ein Amerikaner in Paris)
- 1958: Oscar für die beste Kostümgestaltung (für Die Girls)
- 1960: Oscar für die beste Kostümgestaltung/Schwarzweiß (für Manche mögen's heiß)
- 1963: Oscarnominierung in der Kategorie Beste Kostümgestaltung/Farbe (für Gypsy – Königin der Nacht)

## Filmografie (Auswahl)
- 1932: Ein Dieb mit Klasse (Jewel Robbery)
- 1932: Tiger Hai (Tiger Shark)
- 1932: Die Hütte im Baumwollfeld (Cabin in the Cotton)
- 1932: Die große Pleite (The Crash)
- 1932: Jagd auf James A. (I Am a Fugitive from a Chain Gang)
- 1932: Badenix (You Said a Mouthful)
- 1932: Silberdollar (Silver Dollar)
- 1932: 20.000 Jahre in Sing Sing (20.000 Years in Sing Sing)
- 1933: Frisco Jenny
- 1933: Urlaub vom Thron (The King's Vacation)
- 1933: Employees’ Entrance
- 1933: Ein charmanter Schwindler (Hard to Handle)
- 1933: Das Geheimnis des Wachsfigurenkabinetts (Mystery of the Wax Museum)
- 1933: Die 42. Straße (42nd Street)
- 1933: The Keyhole
- 1933: Der kleine Gangsterkönig (The Little Giant)
- 1933: Der Mann mit der Kamera (Picture Snatcher)
- 1933: Lilly Turner
- 1933: Spätere Heirat ausgeschlossen (Ex-Lady)
- 1933: Goldgräber von 1933 (Gold Diggers of 1933)
- 1933: Der Detektiv und die Spielerin (Private Detective 62)
- 1933: Baby Face
- 1933: Liebe und andere Geschäfte (She Had to Say Yes)
- 1933: Mary Stevens, M. D.
- 1933: Verschollen in New York (Bureau of Missing Persons)
- 1933: Der Boß ist eine schöne Frau (Female)
- 1933: Mast- und Schotbruch! (Son of a Sailor)
- 1933: Der Frauenheld (Lady Killer)
- 1933: The House on 56th Street
- 1934: Liebe ohne Zwirn und Faden (Fashions of 1934)
- 1934: Madame Dubarry (Madame Du Barry)
- 1934: Tag, Nellie! (Hi, Nellie!)
- 1934: Mandalay
- 1934: Wonder Bar
- 1934: Die Spielerin (Gambling Lady)
- 1934: A Modern Hero
- 1934: Dr. Monica
- 1934: Dickschädel (Here Comes the Navy)
- 1934: Broadway-Show (Dames)
- 1934: British Agent
- 1934: The Case of the Howling Dog
- 1934: Ein feiner Herr (Jimmy the Gent)
- 1934: Ein schwerer Junge (The St. Louis Kid)
- 1934: 1929 – Manhattan N.Y. (Gentlemen Are Born)
- 1934: Liebeskadetten (Flirtation Walk)
- 1934: Babbitt
- 1934: Sweet Adeline
- 1934: Nebel über Frisco (Fog Over Frisco)
- 1934: Das Mädel aus der Unterwelt (Upperworld)
- 1935: Living on Velvet
- 1935: Die Goldgräber von 1935 (Gold Diggers of 1935)
- 1935: Stadt an der Grenze (Bordertown)
- 1935: Go Into Your Dance
- 1935: Stranded
- 1935: Die Frau auf Seite 1 (The Front Page Woman)
- 1935: Öl für die Lampen Chinas (Oil for the Lamps of China)
- 1935: Im Scheinwerferlicht (Bright Lights)
- 1935: Der Jazzkadett (Shipmates Forever)
- 1935: The Goose and the Gander
- 1935: I Found Stella Parrish
- 1935: Broadway Hostess
- 1935: Der FBI-Agent (G Men)
- 1935: Frisco Kid
- 1936: Höhe Null (Ceiling Zero)
- 1936: Der versteinerte Wald (The Petrified Forest)
- 1936: The White Angel
- 1936: Der Erbe des Hauses Farrington (Give Me Your Heart)
- 1936: Kain und Mabel (Cain and Mabel)
- 1936: Gold Diggers of 1937
- 1937: Stolen Holiday
- 1937: Mord im Nachtclub (Marked Woman)
- 1937: Kid Galahad – Mit harten Fäusten (Kid Galahad)
- 1937: Another Dawn
- 1937: Confession
- 1937: It’s Love I’m After
- 1938: Jezebel – Die boshafte Lady (Jezebel)
- 1938: Liebe zu viert (Four's a Crowd)
- 1938: Vater dirigiert (Four Daughters)
- 1938: Drei Schwestern aus Montana (The Sisters)
- 1938: Chicago – Engel mit schmutzigen Gesichtern (Angels with Dirty Faces)
- 1938: Comet Over Broadway
- 1939: Oklahoma Kid (The Oklahoma Kid)
- 1939: Opfer einer großen Liebe (Dark Victory)
- 1939: Juarez
- 1939: When Tomorrow Comes
- 1939: Die alte Jungfer (The Old Maid)
- 1939: Günstling einer Königin (The Private Lives of Elizabeth and Essex)
- 1940: Goldschmuggel nach Virginia (Virginia City)
- 1940: Hölle, wo ist dein Sieg? (All This, and Heaven Too)
- 1940: Der Herr der sieben Meere (The Sea Hawk)
- 1940: Keine Zeit für Komödie (No Time for Comedy)
- 1940: Ein Mann mit Phantasie (A Dispatch from Reuters)
- 1940: Das Geheimnis von Malampur (The Letter)
- 1941: Schönste der Stadt (The Strawberry Blonde)
- 1941: Vertauschtes Glück (The Great Lie)
- 1941: Der Herzensbrecher (Affectionately Yours)
- 1941: Die Braut kam per Nachnahme (The Bride Came C.O.D.)
- 1941: Die kleinen Füchse (The Little Foxes)
- 1941: Die Spur des Falken (The Maltese Falcon)
- 1942: Der Mann, der zum Essen kam (The Man Who Came to Dinner)
- 1942: Kings Row
- 1942: Im Schatten des Herzens (Always in My Heart)
- 1942: Ich will mein Leben leben (In This Our Life)
- 1942: Reise aus der Vergangenheit (Now, Voyager)
- 1942: Unser trautes Heim (George Washington Slept Here)
- 1942: Casablanca
- 1943: Aufstand in Trollness (Edge of Darkness)
- 1943: Botschafter in Moskau (Mission to Moscow)
- 1943: Liebesleid (The Constant Nymph)
- 1943: This Is the Army
- 1943: Watch on the Rhine
- 1943: Der Pilot und die Prinzessin (Princess O'Roarke)
- 1943: In Freundschaft verbunden (Old Acquaintance)
- 1944: Die Abenteuer Mark Twains (The Adventures of Mark Twain)
- 1944: Das Leben der Mrs. Skeffington (Mr. Skeffington)
- 1944: Arsen und Spitzenhäubchen (Arsenic and Old Lace)
- 1945: Konflikt (Conflict)
- 1945: Dolly Sisters
- 1945: Das grüne Korn (The Corn Is Green)
- 1946: Die große Lüge (A Stolen Life)
- 1947: Ivy
- 1947: Es begann in Schneiders Opernhaus (Mother Wore Tights)
- 1948: Qualen der Liebe (A Woman's Vengeance)
- 1948: Betrug (Larceny)
- 1948: Venus macht Seitensprünge (One Touch of Venus)
- 1948: Der Mann ohne Gesicht (Rogues’ Regiment)
- 1948: Fünf auf Hochzeitsreise (Family Honeymoon)
- 1948: Berlin-Express (Berlin Express)
- 1949: Kokain (Johnny Stool Pigeon)
- 1949: Spielfieber (The Lady Gambles)
- 1949: Once More, My Darling
- 1949: Gefangen (Caught)
- 1949: Tödlicher Sog (Undertow)
- 1950: Südsee-Vagabunden (South Sea Sinner)
- 1950: Dein Leben in meiner Hand (Woman in Hiding)
- 1950: Das Geheimnis der schwarzen Bande (Colt .45)
- 1950: Mein Freund Harvey (Harvey)
- 1950: Abgeschoben (Deported)
- 1951: Die Mündung vor Augen (Under the Gun)
- 1951: Ein Amerikaner in Paris (An American in Paris)
- 1951: Gangster unter sich (Behave Yourself!)
- 1952: Pat und Mike (Pat and Mike)
- 1952: The Star
- 1953: Ich beichte (I Confess)
- 1955: Oklahoma!
- 1957: Die Girls (Les Girls)
- 1958: Die tolle Tante (Auntie Mame)
- 1959: Manche mögen’s heiß (Some Like It Hot)
- 1961: 1000 Meilen bis Yokohama (A Majority of One)
- 1962: Süßer Vogel Jugend (Sweet Bird of Youth)
- 1962: Der Chapman-Report (The Chapman Report)
- 1962: Gypsy – Königin der Nacht (Gypsy)
- 1962: Die vier apokalyptischen Reiter (The 4 Horsemen of the Apocalypse)
- 1962: Spiel zu zweit (Two for the Seesaw)
- 1963: Sonntag in New York (Sunday in New York)
- 1963: Das Mädchen Irma la Douce (Irma la Douce)